# IK Brage
Idrottsklubben Brage ist ein schwedischer Fußballverein aus der Stadt Borlänge. Der Verein spielt derzeit in der zweiten schwedischen Liga, in der man nun insgesamt auf fünfzig Spielzeiten kommt. Lange Zeit war man auch in der Allsvenskan vertreten. Neben Fußball hatte der Verein in den Jahren 1945 bis 1963 auch eine Abteilung für Eishockey. Die Fußballmannschaft trägt ihre Heimspiele – seit dem Gründungsjahr 1925 – im Stadion Domnarvsvallen aus.

## Fußballmannschaft
IK Brage wurde am 7. April 1925 gegründet. Der erste Aufstieg in die Allsvenskan gelang der Fußballmannschaft 1937 und man hielt sich bis 1941 in der ersten Liga, wobei in den Jahren 1939 und 1940 jeweils der vierte Tabellenplatz erreicht werden konnte. Nach zwei Jahren in der zweiten Liga stieg man 1943 nochmal für eine Saison auf, bevor der Verein zunächst etwas in der Versenkung verschwand. So stieg der Verein 1947 sogar in die damals drittklassige Division 3 ab. 1950 konnte man sich dann in die Division 2 spielen und stand 1956 kurz vor dem erneuten Aufstieg in die Allsvenskan. Man musste sich allerdings in zwei Qualifikationsspielen dem IFK Malmö geschlagen geben (0:1 in Borlänge und 2:2 in Malmö). Im Jahre 1965 gelang dann aber die Qualifikation für die Saison 1966 der Allsvenskan. Allerdings stieg IK Brage nach diesem Jahr gleich wieder ab.
In den 1970er Jahren pendelte der Verein zwischen der zweiten und der dritten Liga hin und her, bevor als Trainer Rolf Zetterlund angestellt wurde. Unter seiner Leitung kehrte die Mannschaft 1979 wieder in die Allsvenskan zurück. Die ersten beiden Spielzeiten 1980 und 1981, Zetterlund verließ die Mannschaft im Januar 1981 in Richtung AIK, konnte man mit Platz 4 abschließen.
Mit der Platzierung 1981 qualifizierte IK Brage sich für den UEFA-Pokal 1982/83. In der ersten Runde setzte sich die Mannschaft nach einem 2:1-Auswärtserfolg mit einem 2:2-Unentschieden im Rückspiel gegen Lyngby BK aus Dänemark durch, scheiterte aber in der folgenden Runde an Werder Bremen, dem zwei Siege im Duell mit den Schweden gelangen. 1988 gelang dem IK Brage nochmals die Qualifikation für den UEFA-Pokal, wo gleich in der ersten Runde der von Giovanni Trapattoni betreute italienische Spitzenklub Inter Mailand wartete. IK Brage konnte die Duelle erstaunlich offen gestalten, mit Spielern wie Lothar Matthäus oder Andreas Brehme in seinen Reihen setzte sich letztendlich jedoch der Favorit durch: Das Hinspiel in Mailand wurde erst in der letzten Spielminute mit 2:1 verloren und auch im Rückspiel konnte Brage bis zur letzten Viertelstunde (1:1) mithalten, verlor allerdings auch dieses Spiel mit 2:1.
Mit den 1980er Jahren endete vorerst die Glanzzeit des IK Brage. So stieg man 1990 ab und spielte zunächst zwei Jahre in der zweiten Liga. 1993 spielte man nochmals eine Saison in der Allsvenskan. In der Folgezeit spielte der Verein in der zweitklassigen Division 1. Im Jahr 2002 belegte der Klub mit einem Punkt Rückstand auf das von den punktgleichen Mannschaften Gefle IF, IF Brommapojkarna und IF Sylvia belegte rettende Ufer nur noch einen Abstiegsplatz und stieg in die drittklassige Division 2 Västra Svealand ab. Dort wurde der Meistertitel errungen und der Klub musste in den Aufstiegsspielen gegen Jönköpings Södra IF antreten. Mit deutlichen 4:0- und 5:0-Erfolgen konnte die Mannschaft die Rückkehr in die Zweitklassigkeit perfekt machen. In der mittlerweile in Superettan umbenannten zweiten Liga gelangen jedoch nur fünf Saisonsiege, so dass der Klub Enköpings SK und Friska Viljor FC beim Gang in die Drittklassigkeit begleitete.
In der Division 2 Norra Svealand belegte IK Brage nur den achten Platz. Da die Liga reformiert und die Anzahl der Drittligastaffeln reduziert wurde, bedeutete dies, dass IK Brage zwar in der Division 2 blieb, jedoch diese nunmehr nur noch viertklassig war. Als Vizemeister hinter Skiljebo SK verpasste die Mannschaft die direkte Rückkehr in die dritte Liga, die als Meister mit nur einer Saisonniederlage in der Spielzeit 2007 bewerkstelligt wurde. In der Saison 2009 gelang dann sogar die Rückkehr in die zweitklassige Superettan.

## Ewige Tabelle
Dank 18 Spielzeiten in der Allsvenskan belegt der Verein in der ewigen Tabelle dieser Spielklasse Rang 20. In der ewigen Tabelle der zweiten Liga, wo man 50 Spielzeiten verbrachte, steht der Klub auf dem dritten Rang hinter Landskrona BoIS und IFK Eskilstuna. (Stand: nach 2011)

## Trainer
- József Nagy (1935–1942)
- Bertil Nordahl (1953–1955)
- Conny Karlsson (2013)